# 辛勝
辛勝，秦國將軍。秦王政二十年（前227年），燕國派荆軻刺殺秦王失敗，秦派大将王翦、辛勝攻燕，於易水之西大破燕軍。